# Kazimierz Janik
Kazimierz Janik (ur. 23 maja 1936 w Dylowie Rządowym) – polski polityk, poseł na Sejm PRL IX kadencji.

## Życiorys
Od 1955 nauczyciel w szkole podstawowej w Namysłowie. W latach 1966–1972 był zastępcą inspektora oświaty i kultury Prezydium Powiatowej Rady Narodowej w Pajęcznie. Od 1973 do 1984 był gminnym dyrektorem szkół w Sulmierzycach, a potem inspektorem oświaty i wychowania w Urzędzie Gminy w Sulmierzycach. W 1978 uzyskał tytuł zawodowy magistra pedagogiki na Uniwersytecie Łódzkim. Zasiadał w Wojewódzkim Komitecie Zjednoczonego Stronnictwa Ludowego w Piotrkowie Trybunalskim, był też prezesem Gminnego Komitetu tej partii w Sulmierzycach. Zasiadał w Gminnej Radzie Narodowej, był też przewodniczącym Rady Gminnej Patriotycznego Ruchu Odrodzenia Narodowego. W latach 1985–1989 pełnił mandat posła na Sejm PRL IX kadencji w okręgu Piotrków Trybunalski, zasiadając w Komisji Edukacji Narodowej i Młodzieży oraz w Komisji Kultury. Otrzymał Srebrny Krzyż Zasługi.